# Роман Реймсский
Рома́н (лат. Romanus; умер в июне 535) — епископ Реймса (533—535). Святой, почитаемый Римско-католической церковью (дни памяти — 28 февраля и 23 октября).

## Биография
Основным историческим источником о жизни Романа является «История Реймсской церкви» Флодоарда.
Согласно этим сведениям, Роман сначала был монахом. Он принял монашеский сан в монастыре Сен-Оянд в горах Юры, а позднее стал настоятелем аббатства Мантеней в епархии Труа. Благодаря своей благочестивости, создавшей ему репутацию святого мужа, Роман в 533 году возглавил Реймсскую епархию, став преемником святого Ремигия. Точная дата интронизации нового епископа неизвестна, но это событие должно было произойти между 13 января, днём смерти Ремигия, и 1 июля, днём, когда Роман был впервые упомянут в документах как глава Реймсской епархии. В этот день вместе с королём Австразии Теодорихом I он участвовал в похоронах прославившегося многими чудесами аббата Теодориха.
Роман скончался в июне 535 года и новым епископом Реймса был избран Флавий. Позднее Роман Реймсский был причислен к лику святых.